# Twilight Time (musikalbum)
Twilight Time är det finska power metal-bandet Stratovarius andra studioalbum, utgivet i oktober 1992 på Shark Records. Skivan gavs ursprungligen ut i Finland med titeln II i februari samma år, med ett annat omslag men med exakt samma låtlista. Då Jyrki Lentonen lämnat bandet spelades basgitarren in av Timo Tolkki.
Skivan resulterade i en singel: "Break the Ice".

## Låtlista
1. "Break the Ice" – 4:41
2. "The Hands of Time" – 5:36
3. "Madness Strikes at Midnight" – 7:20
4. "Metal Frenzy" (instrumental) – 2:20
5. "Twilight Time" – 5:51
6. "The Hills Have Eyes" – 6:19
7. "Out of the Shadows" – 4:10
8. "Lead Us into the Light" – 5:46

## Medverkande
Musiker
- Timo Tolkki – sång, gitarr, basgitarr
- Antti Ikonen – keyboard
- Tuomo Lassila – trummor

Produktion
- Timo Tolkki – producent
- Juha Heininen – inspelningstekniker, mixning
- Pauli Saastamoinen – mastering
- Eric Philippe – omslagskonst
- Mika Myyryläinen – albumkonst
- Susanne Nokelainen – bandlogotyp
- Pentti Hokkanen – foto
- John Vihervä – omslagsfoto